# Wereldkampioenschappen schermen 1995
De 44ste wereldkampioenschappen schermen werden gehouden in de Houtrusthallen in Den Haag, Nederland in 1995. De organisatie lag in de handen van de FIE.

## Resultaten

### Mannen
| Discipline         | Goud                                                         | Goud | Zilver                                                                     | Zilver | Brons                                                                 | Brons   |
| ------------------ | ------------------------------------------------------------ | ---- | -------------------------------------------------------------------------- | ------ | --------------------------------------------------------------------- | ------- |
| Floret individueel | Dmitri Sjevtsjenko                                           | RUS  | José Guerra                                                                | ESP    | Serhi Holoebytsky Elvis Gregory                                       | UKR CUB |
| Degen individueel  | Eric Srecki                                                  | FRA  | Robert Leroux                                                              | FRA    | Sandro Cuomo Mauricio Rivas Nieto                                     | ITA COL |
| Sabel individueel  | Grigori Kirijenko                                            | RUS  | Felix Becker                                                               | GER    | Tonhi Terenzi Luigi Tarantino                                         | ITA     |
| Floret ploegen     | Oscar García Elvis Gregory Ignacio González Rolando Tucker   | CUB  | Anvar Ibragimov Ilgar Mamedov Vladislav Pavlovich Dmitri Sjevtsjenko       | RUS    | Piotr Kiełpikowski Adam Krzesiński Jarosław Rodzewicz Ryszard Sobczak | POL     |
| Degen ploegen      | Elmar Borrmann Michael Flegler Arnd Schmitt Mariusz Strzałka | GER  | Jean-Michel Henry Robert Leroux Hugues Obry Éric Srecki                    | FRA    | Attila Fekete Géza Imre Iván Kovács Krisztián Kulcsár                 | HUN     |
| Sabel ploegen      | Raffaello Caserta Marco Marin Luigi Tarantino Tonhi Terenzi  | ITA  | Grigori Kirijenko Stanislav Pozdnjakov Aleksandr Sjirsjov Sergej Tsjarikov | RUS    | György Boros Csaba Köves József Navarrete Bence Szabó                 | HUN     |

### Vrouwen
| Discipline         | Goud                                                                     | Goud | Zilver                                                                        | Zilver | Brons                                                      | Brons |
| ------------------ | ------------------------------------------------------------------------ | ---- | ----------------------------------------------------------------------------- | ------ | ---------------------------------------------------------- | ----- |
| Floret individueel | Laura Badea                                                              | ROU  | Giovanna Trillini                                                             | ITA    | Valentina Vezzali Diana Bianchedi                          | ITA   |
| Degen individueel  | Joanna Jakimiuk                                                          | POL  | Gyöngyi Szalay                                                                | HUN    | Laura Flessel Sophie Moressée-Pichot                       | FRA   |
| Floret ploegen     | Diana Bianchedi Francesca Bortolozzi Giovanna Trillini Valentina Vezzali | ITA  | Laura Badea Claudia Grigorescu Réka Szabó-Lazăr Elisabeta Tufan               | ROU    | Sabine Bau Anja Fichtel Zita-Eva Funkenhauser Monika Weber | GER   |
| Degen ploegen      | Adrienn Hormay Hajnalka Kiraly Tímea Nagy Gyöngyi Szalay                 | HUN  | Valérie Barlois Laura Flessel-Colovic Sophie Moressée-Pichot Sangita Tripathi | FRA    | Merle Esken Oksana Jermakova Heidi Rohi Maarika Võsu       | EST   |

## Medaillespiegel
| Plaats | Land      | Goud | Zilver | Brons | Totaal |
| 1      | Rusland   | 2    | 2      | 0     | 4      |
| 2      | Italië    | 2    | 1      | 5     | 8      |
| 3      | Frankrijk | 1    | 3      | 2     | 6      |
| 4      | Hongarije | 1    | 1      | 2     | 4      |
| 5      | Duitsland | 1    | 1      | 1     | 3      |
| 6      | Roemenië  | 1    | 1      | 0     | 2      |
| 7      | Cuba      | 1    | 0      | 1     | 2      |
| 7      | Polen     | 1    | 0      | 1     | 2      |
| 9      | Spanje    | 0    | 1      | 0     | 1      |
| 10     | Colombia  | 0    | 0      | 1     | 1      |
| 10     | Estland   | 0    | 0      | 1     | 1      |
| 10     | Oekraïne  | 0    | 0      | 1     | 1      |
| Totaal | Totaal    | 10   | 10     | 15    | 35     |

1937 · 1938 · 1947 · 1948 · 1949 · 1950 · 1951 · 1952 · 1953 · 1954 · 1955 · 1956 · 1957 · 1958 · 1959 · 1961 · 1962 · 1963 · 1965 · 1966 · 1967 · 1969 · 1970 · 1971 · 1973 · 1974 · 1975 · 1977 · 1978 · 1979 · 1981 · 1982 · 1983 · 1985 · 1986 · 1987 · 1988 · 1989 · 1990 · 1991 · 1992 · 1993 · 1994 · 1995 · 1997 · 1998 · 1999 · 2000 · 2001 · 2002 · 2003 · 2004 · 2005 · 2006 · 2007 · 2008 · 2009 · 2010 · 2011 · 2012 · 2013 · 2014 · 2015 · 2016 · 2017 · 2018 · 2019 · 2022 · 2023